# Xénophon et Marie
Pour les articles homonymes, voir Xénophon (homonymie) et Sainte Marie.
Xénophon et Marie sont un couple de chrétiens de l'Antiquité tardive mis en scène dans une pieuse légende grecque traduite plus tard en arménien et en arabe. Sénateur de Constantinople à une époque non précisée (au plus tard vers le début du règne de l’empereur Justinien), Xénophon envoya ses deux fils Arcadios et Jean étudier à Béryte. 
Xénophon et son épouse croyaient que leurs fils avaient péri dans un naufrage, ils firent un pèlerinage en Terre Sainte où ils retrouvèrent providentiellement leurs fils devenus moines. 
Xénophon décida de quitter la dignité sénatoriale. Le couple abandonna leurs immenses possessions, pour chacun prendre l’habit monastique dans la région de Jérusalem.
Ils sont vénérés par les églises catholiques et orthodoxes avec leurs fils, Jean et Arcadios ou Arcade, le 26 janvier.

## Hagiographie
La vie de Xénophon et Marie est connue grâce à un récit hagiographique, la Vie des saints Xénophon, Marie et leurs fils Arcadios et Jean (BHG 1877), composé vraisemblablement par un moine de Palestine au milieu du VIe siècle. Il s'agit d'un « récit utile à l'âme » (ψυχωφελὲς διήγημα) qui constitue aussi, deux ou trois siècles après le roman pseudo-clémentin, un des plus anciens échantillons de « roman hagiographique de reconnaissance », où la thématique de l'anagnorisis sert à une leçon de spiritualité ascétique et contribue à une démonstration narrative de la supériorité du monachisme sur toute autre forme de vie chrétienne. 
Selon ce texte, le riche sénateur byzantin Xénophon et son épouse Marie envoyèrent leurs fils Arcadios et Jean à Béryte pour y faire leurs études de droit. Un jour, croyant sa mort prochaine, Xénophon rappela auprès de lui ses garçons. Grâce à leurs prières, Dieu guérit Xénophon, et ses fils purent repartir pour Béryte. 
Une tempête provoqua le naufrage du navire dans lequel étaient Arcadios et Jean. Séparés l'un de l'autre par les éléments, Arcadios et Jean abordèrent sur deux rivages, si bien que chacun des deux pensa être le seul survivant. 
Voyant en cela l'effet de la volonté divine, ils prirent l’habit monastique dans deux monastères.
Pendant ce temps, Xénophon et Marie, inquiets de n’avoir aucune nouvelle de leurs fils, envoyèrent à leur recherche un esclave qui leur rapporta la disparition des deux jeunes gens. 
Après avoir vu en songe Arcadios et Jean conquérant la gloire à Jérusalem, Xénophon et sa femme décidèrent de se rendre en Terre Sainte. Au bord du Jourdain, ils rencontrèrent le vieil ascète qui avait formé Arcadios à la vie monastique, et ils obtinrent de lui l’assurance de retrouver leurs fils. Le vieillard provoqua d’abord, près du Golgotha, les retrouvailles d’Arcadios et de Jean.
Deux jours plus tard, Xénophon et Marie, venant au même endroit pour y prodiguer les offrandes et prier, revirent le vieil homme et le prièrent d’accomplir sa promesse en leur montrant leurs fils.
Le vieux moine leur promet de leur révéler où se trouvent leurs enfants au cours d'un repas qui les réunira dans leur hôtellerie. Il vient en compagnie de deux disciples et, pendant le repas, demande à ces derniers de raconter leur histoire. Ce récit permet à Xénophon et Marie de reconnaître dans les deux disciples leurs propres fils. Dans l'émotion des retrouvailles, la famille réunie rend gloire à Dieu. Le sénateur et son épouse décident sans délai d'embrasser la vie monastique. Le vieillard leur donne des instructions et invite parents et enfants à ne plus se revoir.
Après les adieux, les deux frères repartent pour leurs monastères ; Xénophon, après avoir distribué aux pauvres tous ses biens, gagne le désert ; et Marie se retire dans un couvent.

## Calendrier liturgique
Xénophon, Marie et leurs deux fils, Jean et Arcadios (ou Arcade), sont fêtés le 26 janvier.